# Keith Fletcher
Keith Fletcher es un exfutbolista de Granada nacido en Inglaterra que jugaba en la posición de delantero.

## Carrera

### Club
| Periodo   | Club                   |
| --------- | ---------------------- |
| 1995–1996 | Whitley Bay            |
| 1996–1997 | CD Águila              |
| 1997–1998 | Blyth Spartans AFC     |
| 1998      | Bedlington Terriers FC |
| 1998–1999 | Gateshead FC           |
| 1999      | Jurong FC              |
| 1999–2000 | Gateshead FC           |

### Selección nacional
Jugó para Granada de 1996 a 2000 donde anotó seis goles en siete partidos y participó en dos procesos eliminatorios al mundial.